# 圣茹安德布拉武
圣茹安德布拉武（法語：Saint-Jouin-de-Blavou，法語發音：[sɛ̃ ʒwɛ̃ də blavu] ⓘ）是法国奥恩省的一个市镇，属于莫尔塔涅欧佩什区。

## 地理
圣茹安德布拉武（48°27'7"N, 0°28'23"E）面积17.71 平方千米，位于法国诺曼底大区奧恩省，该省份为法国西北部内陆省份，北起顺时针与卡爾瓦多斯省、厄尔省、厄尔-卢瓦省、萨尔特省、马耶讷省和芒什省接壤。
与圣茹安德布拉武接壤的市镇（或旧市镇、城区）包括：库利梅、贝拉维利耶、帕尔丰德瓦勒、佩旺谢尔、勒潘拉加雷讷、于讷河畔圣但尼、佩尔什地区贝尔福雷。

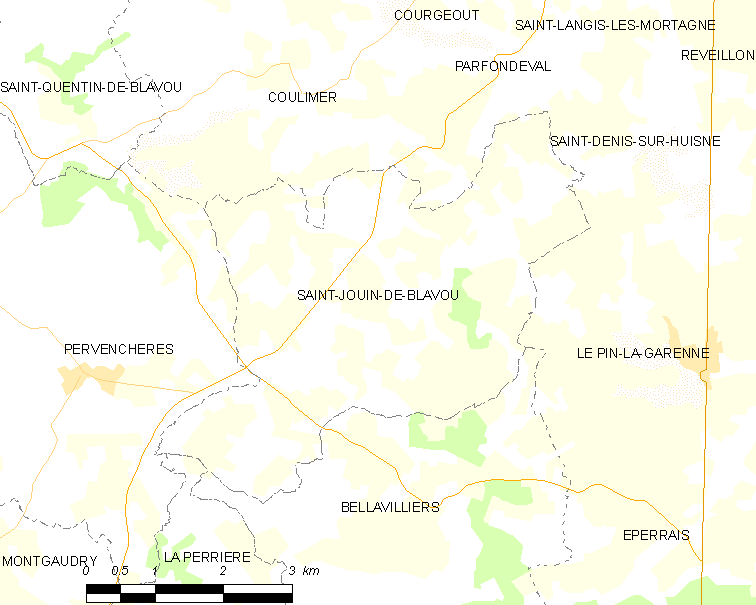
圣茹安德布拉武的OSM定位图

圣茹安德布拉武的时区为UTC+01:00、UTC+02:00（夏令时）。

## 行政
圣茹安德布拉武的邮政编码为61360，INSEE市镇编码为61411。

## 政治
圣茹安德布拉武所属的省级选区为莫尔塔涅欧佩什县。

## 人口

1962-2008年间圣茹安德布拉武人口变化图示

圣茹安德布拉武于2022年1月1日时的人口数量为307人。